# Дешам, Дидье
Дидье́ Клод Деша́м (фр. Didier Claude Deschamps, французское произношение: [didje deʃɑ̃]; род. 15 октября 1968[…], Байонна) — французский футболист, тренер. Будучи капитаном сборной Франции, привёл её к победам на чемпионате мира 1998 и чемпионате Европы 2000. С 8 июля 2012 года является главным тренером сборной Франции, с которой выиграл чемпионат мира 2018.

## Игровая карьера

### Клубная
Баск по происхождению, Дидье Дешам начал свою футбольную карьеру в любительском клубе «Байонна», когда только учился в школе. Его потенциал был по достоинству оценен скаутами «Нанта», «подписавшего» 15-летнего юношу в апреле 1983 года. Дебют Дешама в лиге состоялся 27 сентября 1985 года. Постепенно Дешам стал одним из основных игроков клуба, застолбив за собой позицию опорного полузащитника. Именно в этот период сформировались сильные качества игрока: умение сорвать атаку соперника, а также начать собственную.
После нескольких удачных сезонов в «Нанте» в 1989 году Дешам пополнил состав лучшего клуба Франции марсельского «Олимпика». Сразу закрепиться в новой команде Дидье не сумел, несмотря на то, что по итогам сезона выиграл «золото» чемпионата Франции. Перед стартом следующего сезона в команду перешли опытные Бернар Казони и Лоран Фурнье, которые выиграли конкуренцию у Дешама. Это заставило полузащитника перебраться в более скромный «Бордо», где футболист провёл один сезон.
Уже в 1991 году президент «Марселя» Бернар Тапи принял решение вернуть Дешама в состав команды, который вскоре стал её капитаном. Здесь к игроку пришли первые настоящие успехи: он помог команде выиграть ещё два чемпионских титула, а самое главное — сумел победить в Лиге чемпионов в 1993 году («Марсель» стал первым французским клубом, сумевшим победить в этом турнире). Дидье Дешам стал самым молодым капитаном, которому удалось завоевать почётный трофей, а его одноклубник Фабьен Бартез стал самым молодым голкипером. Однако вскоре после этого успеха «Марсель» оказался впутан в скандал, в результате которого президент клуба Тапи был обвинён в организации договорных матчей. Марсельцы были исключены из Лиги чемпионов, лишены чемпионского звания 1993 года, а также отправлены во Второй дивизион. В этих условиях Дешам посчитал, что для его карьеры будет лучше покинуть клуб.
Летом 1994 года француз принял предложение итальянского «Ювентуса». Именно на период выступлений за «старую синьору» пришёлся игровой пик Дешама, который на несколько лет стал ключевым полузащитником команды. В первый же сезон с Дешамом в составе «Ювентус» впервые за девять лет стал чемпионом Италии, прервав многолетнюю гегемонию «Милана». Уже в 1996 году туринцам удалось выиграть Лигу чемпионов, а следующие два года доходить до финала турнира. Дешам принял участие в каждом из финальных матчей. Яркая игра Дешама была оценена по заслугам и он вошёл в тройку лучших французских легионеров, когда-либо защищавших цвета «старой синьоры».
В 1999 году Дешам перебрался в английскую Премьер-лигу, став футболистом «Челси», а на закате своей карьеры перешёл в испанскую «Валенсию», где впрочем не был основным игроком. В 2001 году игрок объявил о том, что принял решение «повесить бутсы на гвоздь».

### Международная
Получив приглашение в сборную от Мишеля Платини в 1989 (против Югославии), Дешам начал свою международную карьеру в тёмные для всего французского футбола времена: Франция выступила в те годы только на чемпионате Европы 1992 года, не попав на чемпионаты мира 1990 и 1994 годов. Когда новый главный тренер Эме Жаке начал реанимировать сборную, капитаном стал «звездный» плеймекер «Манчестер Юнайтед» Эрик Кантона. Но возложенные на него надежды не оправдались: получив длительную дисквалификацию за поведение, несовместимое с принципами фэйр плэй, он смог вернуться лишь к январю 1995, когда на смену ветеранам, вроде него, Жана-Пьера Папена и Давида Жинола, пришло поколение Зинедина Зидана. Дешам, один из немногих оставшихся в строю, был избран капитаном сборной, которую впоследствии окрестят «Золотым Поколением» французского футбола. Свой первый матч в качестве «тренера на поле» Дидье Дешам отыграл против национальной команды Германии в ходе подготовки к предстоящему Евро.

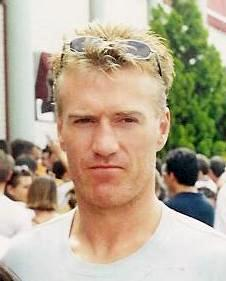
Дидье Дешам в 2000 году

Но настоящее признание пришло к Дешаму и его партнёрам после феерического мундиаля 1998 года. До начала первенства главным фаворитом считалась сборная Бразилии, которая, несмотря на потерю Ромарио, все равно оставалась самой грозной по составу. Составить ей конкуренцию могла лишь Селеста, ведомая связкой нападающих Габриэль Батистута — Ариэль Ортега. Но на деле получилось совсем по-другому: Франция не оставила ни малейшего шанса своим соперникам, показав выдающуюся игру на всех участках поля в каждом матче. Подлинным героем соревнований стал Зинедин Зидан, автор финального «дубля»; в воротах стоял Бартез; линия же защиты, ведомая обороняющимся хавбеком Дидье Дешамом, стала самой слаженной на турнире. Победа оказалась более чем закономерной, признание — заслуженным.
Вскоре после успеха Эме Жаке оставил пост наставника сборной. На смену ему пришёл Роже Лемерр, который, воспользовавшись наработками предшественника, привёл французов к победе в следующем по счёту крупном турнире, чемпионате Европы 2000. После того как Дешам поднял над головой почётный трофей, Франция тотчас возглавила рейтинг ФИФА и на протяжении двух лет оставалась на его вершине. В 2001 году состоялось прощание Дидье Дешама со сборной. На тот момент он считался рекордсменом Франции по числу сыгранных за неё матчей. Сейчас впереди Дешама расположились сразу пять фамилий: Зидана, Тюрама, Десайи, Анри и Виейра, притом что все они — бывшие партнёры Дидье.

## Тренерская карьера
Первым клубом, который был занесен в список Дешама-тренера, стал «Монако», с которым выиграл Кубок лиги в 2003 и дошёл до финала Лиги чемпионов 2004 и из которого впоследствии ушёл, не сойдясь во мнении с руководством.
Когда летом 2006 поступило предложение от терпящего бедствие «Ювентуса», Дешам практически не сомневался, и начало своего первого сезона в Серии B «Старая Синьора» встречала вместе с французом на тренерском мостике. В первом же сезоне Дешам вывел команду в Серию А с первого места, но по окончании сезона ушёл из клуба из-за разногласий с руководством по поводу будущей трансферной политики клуба.
5 мая 2009 года Дешам подписал двухлетний контракт с «Олимпик Марселем», который возглавил с начала сезона 2009/10. Вместе с «Марселем» Дешам выиграл чемпионат Франции, Кубок французской лиги, а также Суперкубок Франции. 2 июля 2012 года было объявлено о расторжении контракта с «Марселем». По мнению французской прессы причиной его ухода стал конфликт со спортивным директором клуба Жозе Аниго.
8 июля 2012 года Дидье Дешам возглавил сборную Франции после отставки прежнего тренера Лорана Блана. Под его руководством сборная Франции вышла в четвертьфинал «мундиаля» в Бразилии, где с минимальным счётом 0:1 уступила будущим чемпионам немцам, а также вышла в финал домашнего Евро-2016, где с тем же минимальным счётом 0:1 уступила португальцам. Несмотря на это поражение, Дешам продолжил работу со сборной.
На чемпионате мира 2018 года сборная Франции под руководством Дешама дошла до финала и, одержав верх над сборной Хорватии, во второй раз в истории стала чемпионом мира. Дешам, таким образом, стал третьим после Марио Загалло и Франца Беккенбауэра тренером, который выигрывал чемпионат мира в качестве как футболиста команды, так и её главного тренера. Однако на Евро-2020 французы выступили неудачно, уже на стадии 1/8 финала уступив в серии пенальти сборной Швейцарии.
На чемпионате мира 2022 в Катаре сборная под руководством Дешама снова дошла до финала, где уступила Аргентине в серии послематчевых пенальти.

## Достижения

### В качестве игрока
«Олимпик Марсель»
- Чемпион Франции (2): 1989/90, 1991/92
- Победитель Лиги чемпионов УЕФА: 1993

«Ювентус»
- Чемпион Италии (3): 1994/95, 1996/97, 1997/98
- Обладатель Кубка Италии: 1995
- Обладатель Суперкубка Италии (2): 1995, 1997
- Обладатель Межконтинентального кубка: 1996
- Победитель Лиги чемпионов УЕФА: 1996
- Финалист Лиги чемпионов УЕФА: 1997, 1998
- Обладатель Суперкубка УЕФА: 1996

«Челси»
- Обладатель Кубка Англии: 2000

«Валенсия»
- Финалист Лиги чемпионов УЕФА: 2001

Сборная Франции
- Чемпион мира: 1998
- Чемпион Европы: 2000
- Бронзовый призёр чемпионата Европы: 1996

### В качестве тренера
«Монако»
- Обладатель Кубка французской лиги: 2003
- Финалист Лиги чемпионов УЕФА: 2004

«Ювентус»
- Чемпион Серии B: 2006/07

«Олимпик Марсель»
- Чемпион Франции: 2010
- Обладатель Кубка французской лиги (3): 2010, 2011, 2012
- Обладатель Суперкубка Франции (2): 2010, 2011

Сборная Франции
- Серебряный призёр чемпионата Европы: 2016
- Полуфиналист чемпионата Европы: 2024
- Чемпион мира: 2018
- Победитель Лиги наций УЕФА: 2020/21
- Серебряный призёр чемпионата мира: 2022
- Бронзовый призёр Лиги наций УЕФА: 2024/25

### Личные
- Футболист года во Франции: 1996
- Входит в список ФИФА 100
- Входит в состав символической сборной по итогам чемпионата Европы по версии УЕФА: 1996
- Golden Foot: 2018 (в номинации «Легенды футбола»)
- Тренер года по версии FIFA: 2018
- Тренер года по версии IFFHS: 2018
- Тренер года во Франции: 2018

## Статистика выступлений
| Выступление      | Выступление      | Выступление      | Лига | Лига | Кубки | Кубки | Еврокубки | Еврокубки | Другие | Другие | Итого | Итого |
| Клуб             | Лига             | Сезон            | Игры | Голы | Игры  | Голы  | Игры      | Голы      | Игры   | Голы   | Игры  | Голы  |
| ---------------- | ---------------- | ---------------- | ---- | ---- | ----- | ----- | --------- | --------- | ------ | ------ | ----- | ----- |
| Нант             | Лига 1           | 1985/86          | 7    | 0    | 0     | 0     | 1         | 0         | 0      | 0      | 8     | 0     |
| Нант             | Лига 1           | 1986/87          | 19   | 0    | 1     | 0     | 2         | 0         | 0      | 0      | 22    | 0     |
| Нант             | Лига 1           | 1987/88          | 30   | 2    | 3     | 0     | 0         | 0         | 0      | 0      | 33    | 2     |
| Нант             | Лига 1           | 1988/89          | 36   | 1    | 5     | 0     | 0         | 0         | 0      | 0      | 41    | 1     |
| Нант             | Лига 1           | 1989/90          | 19   | 1    | 0     | 0     | 0         | 0         | 0      | 0      | 19    | 1     |
| Нант             | Итого            | Итого            | 111  | 4    | 9     | 0     | 3         | 0         | 0      | 0      | 123   | 4     |
| Олимпик Марсель  | Лига 1           | 1989/90          | 17   | 1    | 5     | 3     | 4         | 0         | 0      | 0      | 26    | 4     |
| Олимпик Марсель  | Итого            | Итого            | 17   | 1    | 5     | 3     | 4         | 0         | 0      | 0      | 26    | 4     |
| Бордо            | Лига 1           | 1990/91          | 29   | 3    | 1     | 0     | 5         | 0         | 0      | 0      | 35    | 3     |
| Бордо            | Итого            | Итого            | 29   | 3    | 1     | 0     | 5         | 0         | 0      | 0      | 35    | 3     |
| Олимпик Марсель  | Лига 1           | 1991/92          | 36   | 4    | 4     | 0     | 4         | 0         | 0      | 0      | 44    | 4     |
| Олимпик Марсель  | Лига 1           | 1992/93          | 36   | 1    | 3     | 0     | 11        | 0         | 0      | 0      | 50    | 1     |
| Олимпик Марсель  | Лига 1           | 1993/94          | 34   | 0    | 4     | 0     | 0         | 0         | 0      | 0      | 38    | 0     |
| Олимпик Марсель  | Итого            | Итого            | 106  | 5    | 11    | 0     | 15        | 0         | 0      | 0      | 132   | 5     |
| Ювентус          | Серия А          | 1994/95          | 14   | 1    | 3     | 0     | 6         | 0         | 0      | 0      | 23    | 1     |
| Ювентус          | Серия А          | 1995/96          | 30   | 2    | 2     | 0     | 8         | 0         | 0      | 0      | 40    | 2     |
| Ювентус          | Серия А          | 1996/97          | 26   | 1    | 3     | 0     | 11        | 0         | 1      | 0      | 41    | 1     |
| Ювентус          | Серия А          | 1997/98          | 25   | 0    | 1     | 0     | 8         | 0         | 0      | 0      | 34    | 0     |
| Ювентус          | Серия А          | 1998/99          | 29   | 0    | 2     | 0     | 9         | 0         | 0      | 0      | 40    | 0     |
| Ювентус          | Итого            | Итого            | 124  | 4    | 11    | 0     | 42        | 0         | 1      | 0      | 178   | 4     |
| Челси            | Премьер-лига     | 1999/00          | 27   | 0    | 5     | 0     | 14        | 1         | 0      | 0      | 46    | 1     |
| Челси            | Итого            | Итого            | 27   | 0    | 5     | 0     | 14        | 1         | 0      | 0      | 46    | 1     |
| Валенсия         | Примера          | 2000/01          | 13   | 0    | 0     | 0     | 7         | 0         | 0      | 0      | 20    | 0     |
| Валенсия         | Итого            | Итого            | 13   | 0    | 0     | 0     | 7         | 0         | 0      | 0      | 20    | 0     |
| Всего за карьеру | Всего за карьеру | Всего за карьеру | 427  | 17   | 42    | 3     | 90        | 1         | 1      | 0      | 560   | 21    |

## Тренерская статистика
| Команда         | Страна       | Начало работы | Окончание работы | Результаты | Результаты | Результаты | Результаты | Результаты |
| Команда         | Страна       | Начало работы | Окончание работы | И          | В          | Н          | П          | П %        |
| --------------- | ------------ | ------------- | ---------------- | ---------- | ---------- | ---------- | ---------- | ---------- |
| Монако          | Флаг Франции | 1 июля 2001   | 19 сентября 2005 | 208        | 99         | 57         | 52         | 047,60     |
| Ювентус         | Флаг Италии  | 10 июля 2006  | 26 мая 2007      | 43         | 30         | 10         | 3          | 069,77     |
| Олимпик Марсель | Флаг Франции | 5 мая 2009    | 2 июля 2012      | 163        | 83         | 39         | 41         | 050,92     |
| Сборная Франции | Флаг Франции | 8 июля 2012   | н.в.             | 169        | 107        | 33         | 29         | 063,31     |
| Всего           | Всего        | Всего         | Всего            | 583        | 319        | 139        | 125        | 054,72     |

Данные на 8 июня 2025 года